# CFB Cold Lake
CFB Cold Lake (engelska: Canadian Forces Base Cold Lake, Group Captain R.W. McNair Airport) är en flygbas i Kanada.   Den ligger i provinsen Alberta, i den centrala delen av landet, 2 600 km väster om huvudstaden Ottawa. CFB Cold Lake ligger 535 meter över havet.
Terrängen runt CFB Cold Lake är platt. Runt CFB Cold Lake är det mycket glesbefolkat, med 2 invånare per kvadratkilometer.. Närmaste större samhälle är Cold Lake, 9,3 km nordost om CFB Cold Lake. 
Omgivningarna runt CFB Cold Lake är en mosaik av jordbruksmark och naturlig växtlighet.